# Maurice de Nassau (1820-1850)
Maurice de Nassau, en allemand, Moritz Wilhelm August Carl Heinrich von Nassau-Weilburg (Château de Biebrich à Wiesbaden, 21 novembre 1820 - Vienne, 23 mars 1850) est un prince allemand de la branche Walramse de la Maison de Nassau.  

## Biographie
Il est le troisième fils du duc Guillaume de Nassau et de sa première épouse Louise de Saxe-Hildburghausen, fille de Frédéric Ier de Saxe-Hildburghausen.
Il est lieutenant-colonel dans le 14e régiment autrichien de hussards du Palatinat, et combat en 1848 en Hongrie contre les révoltés Hongrois. Le 29 juin 1846, Maurice est nommé de Grand-croix dans l'Ordre de la Couronne de chêne. Son lointain parent le roi Guillaume III des Pays-Bas de la branche othonienne le nomme, le 19 février 1850 comme Officier dans l'Ordre militaire de Guillaume à cause de son "courage dans la guerre en Hongrie".
Il meurt, célibataire, un peu plus d'un mois après la nomination.

## Sources
- C. P. Mulder et P. A. Christiaans, les Décorations du Roi-grand-Duc L'Ordre de la Eikenkroon 1841-1891. Avec le registre de la grootkruisen. 1999  (ISBN 90-804747-11)